# Edwardsiana soror
Edwardsiana soror är en insektsart som först beskrevs av Rauno E. Linnavuori 1950.  Edwardsiana soror ingår i släktet Edwardsiana och familjen dvärgstritar. Arten är reproducerande i Sverige. Inga underarter finns listade i Catalogue of Life.